# Europäisches Russland

Europäisches Russland

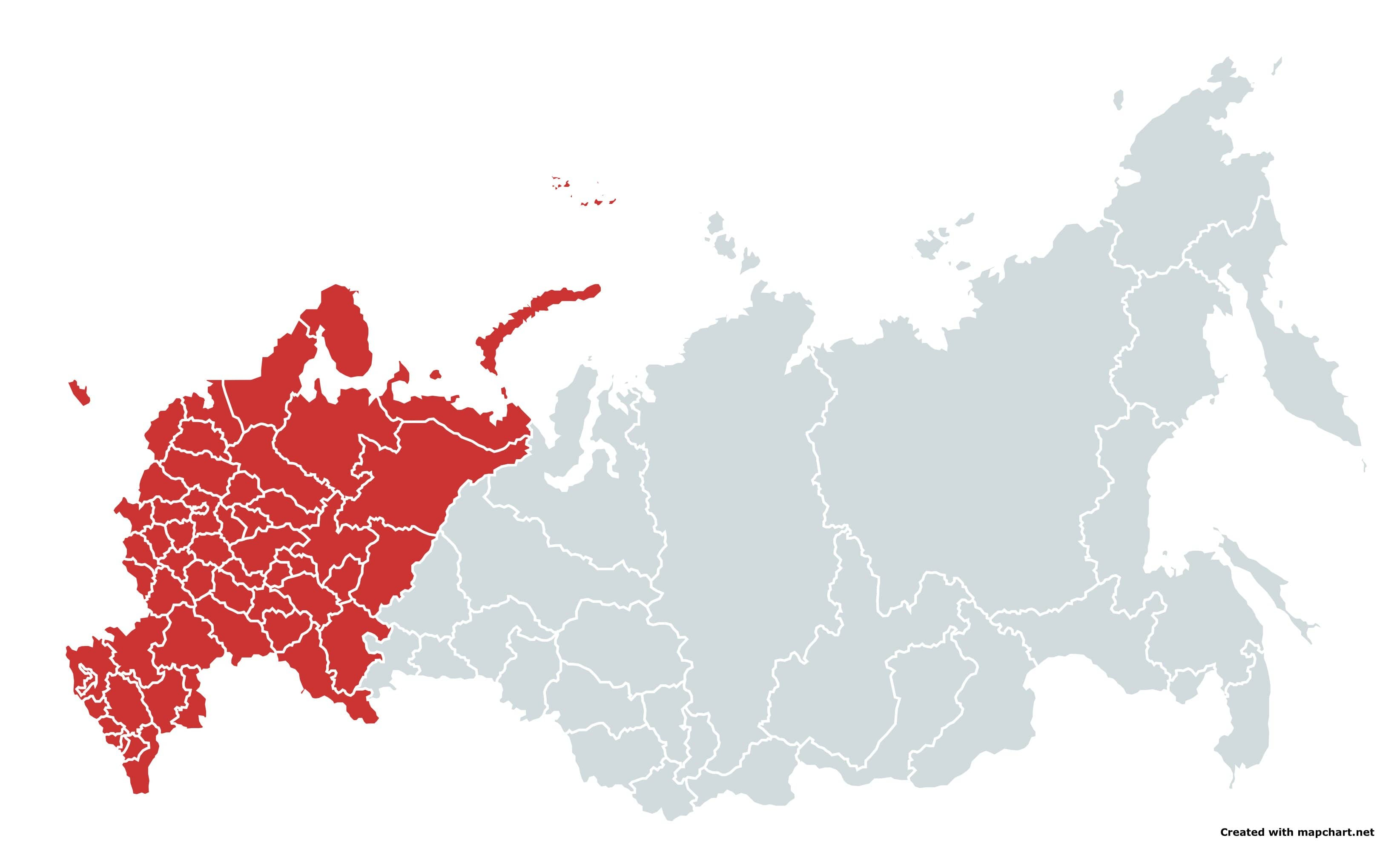
Verwaltungsgliederung des Europäischen Russlands

Das europäische Russland ist der westliche und bevölkerungsreichere Teil Russlands. Er liegt geografisch in Europa, im Gegensatz zum dünn besiedelten und weitaus größeren östlichen Teil des Landes, der in Asien liegt und die gesamte nördliche Region des Kontinents umfasst. Das Uralgebirge teilt Russland in zwei Hälften und bildet die Grenze zwischen Europa und Asien auf dem eurasischen Superkontinent. Die Grenze zwischen dem europäischen und asiatischen Russland im Süden ist nicht genau festgelegt. Das europäische Russland umfasst den größten Teil Osteuropas und erstreckt sich über etwa 40 % der gesamten europäischen Landmasse, mit über 15 % der Gesamtbevölkerung, was Russland zum größten und bevölkerungsreichsten Land Europas macht.

## Geografie und Demografie
Auf das europäische Russland entfallen die Mehrheit der Gesamtbevölkerung Russlands. Das europäische Russland erstreckt sich über eine Fläche von etwa 4 Millionen Quadratkilometern und hat eine Bevölkerung von knapp 110 Millionen Einwohnern, wenn der Nordkaukasus hinzugezählt wird. Damit ist das europäische Russland das größte und bevölkerungsreichste Land in Europa und übertrifft das zweitplatzierte Deutschland in der Bevölkerung. Das Gebiet ist 7-mal größer als Frankreich und viel größer als jeder andere europäische Staat. Der europäische Teil Russlands ist jedoch flächenmäßig nur geringfügig größer als Jakutien, die flächenmäßig größte Region Russlands. Die Bevölkerungsdichte liegt mit knapp 30 Personen pro Quadratkilometer deutlich höher als im asiatischen Teil, ist jedoch niedriger als in den meisten Teilen Westeuropas. Der europäische Teil Russlands liegt in der Osteuropäischen Ebene.
Alle drei föderalen Städte Russlands liegen im europäischen Russland. Diese Städte sind Moskau, die Hauptstadt und größte Stadt des Landes und die zweitbevölkerungsreichste Stadt Europas; Sankt Petersburg, die kulturelle Hauptstadt und die zweitbevölkerungsreichste Stadt des Landes; und Sewastopol auf der Krim, die international als Teil der Ukraine anerkannt ist.
11 von 16 Städten mit mehr als einer Million Einwohnern (außer Jekaterinburg, Nowosibirsk, Tscheljabinsk, Krasnojarsk und Omsk) liegen im europäischen Russland: Moskau, Sankt Petersburg, Kasan, Nischni Nowgorod, Samara, Ufa, Rostow am Don, Krasnodar, Woronesch, Perm und Wolgograd.

## Kulturgeschichte

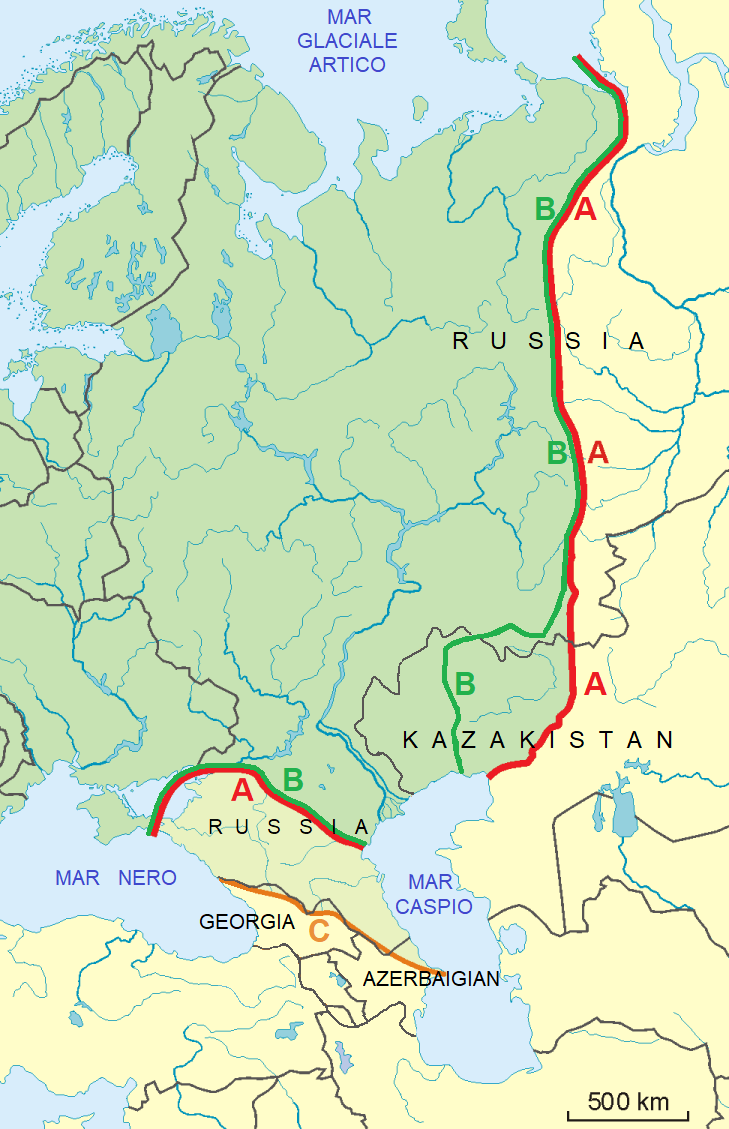
А–F: Grenzziehungen zwischen Europa und Asien in Russland. Die konventionelle Grenze nach Strahlenberg (A) ist rot markiert. Eine häufig akzeptierte Grenzziehung verläuft entlang von (B) Ural (Gebirge und Fluss) und (C) Kaukasus-Wasserscheide

Die historische Bevölkerung des europäischen Russlands setzte sich aus slawischen, finnischen, germanischen, türkischen, jüdischen, skythischen, nordkaukasischen, hunnischen, baltischen, chasarischen und nordischen Völkern zusammen.
Einigen Theorien zufolge kamen einige frühe Ostslawen irgendwann in der Mitte des ersten Jahrtausends n. Chr. in das heutige Westrussland (auch in die Ukraine und Belarus). Der ostslawische Stamm der Wjatitschen war im Gebiet um den Fluss Oka heimisch. Auch finno-ugrische, baltische und türkische Stämme waren in diesem Gebiet ansässig (obwohl große Teile der türkischen und finno-ugrischen Völker von den Slawen absorbiert wurden, gibt es heute große Minderheiten im europäischen Russland). Die westliche Region Zentralrusslands war von dem ostslawischen Stamm der Sewerjanen bewohnt. Eine der ersten Regionen der Rus war laut der Ersten Sophienchronik 859 Weliki Nowgorod. Im späten 8. und frühen bis mittleren 9. Jahrhundert n. Chr. wurde im heutigen Westrussland das Khaganat der Rus gegründet. Die Region war ein Operationsgebiet für Waräger, ostskandinavische Abenteurer, Kaufleute und Piraten. Vom späten 9. bis zur Mitte des 13. Jahrhunderts war ein großer Teil des heutigen europäischen Russlands Teil der Kiewer Rus. Die Gebiete des Khaganats der Rus und der Kiewer Rus waren wichtige Handelswege und verbanden Skandinavien, das Byzantinische Reich, die Rus und Wolga-Bulgarien mit Chasarien und Persien. Alten skandinavischen Quellen zufolge gehörten zu den 12 größten Städten der Kiewer Rus oder Alten Rus Nowgorod, Kiew, Polotsk, Smolensk, Murom und Rostow.
Durch den Handel und den kulturellen Kontakt mit dem Byzantinischen Reich übernahm die slawische Kultur der Rus nach und nach die östlich-orthodoxe Religion. Viele Quellen berichten, dass Rjasan, Kolomna, Moskau, Wladimir und Kiew vom Mongolenreich zerstört wurden. Nach der mongolischen Invasion entstand die Moskauer Rus, und während dieser ganzen Zeit hatten das westliche Russland und die verschiedenen Regionen der Rus starke kulturelle Kontakte mit dem Byzantinischen Reich, während die slawische Kultur weiter gepflegt wurde. Die Elemente des ostslawischen Heidentums und des Christentums überschnitten sich und führten in der Moskauer Rus manchmal sogar zu einem doppelten Glauben. Aus dem Moskauer Staat entstand später das moderne russische Staatswesen, welches bis zum 18. Jahrhundert Sibirien erobern und Russland bis zum Pazifik ausdehnen konnte.

## Föderationskreise
Die folgenden Föderationskreise liegen teilweise oder vollständig in Europa
| Föderationskreis                  | Fläche (km2) | Einwohner (2021) | Kontinent            |
| --------------------------------- | ------------ | ---------------- | -------------------- |
| Föderationskreis Zentralrussland  | 650.200      | 40.334.532       | Europa               |
| Föderationskreis Nordkaukasus     | 170.400      | 10.171.434       | Europa               |
| Föderationskreis Nordwestrussland | 1.687.000    | 13.917.197       | Europa               |
| Föderationskreis Südrussland      | 447.900      | 14.263.992       | Europa               |
| Föderationskreis Wolga            | 1.037.000    | 28.943.264       | Hauptsächlich Europa |
| Föderationskreis Ural             | 1.818.500    | 12.300.793       | Hauptsächlich Asien  |
| Europäisches Russland             | 3.995.200    | ca. 110.000.000  | Europa               |
| 1. 2.                             |              |                  |                      |